# Andrew Matthews (entomolog)
Andrew Matthews (ur. 18 czerwca 1815, zm. 24 września 1897) – brytyjski duchowny i entomolog, specjalizujący się w koleopterologii.
Pracował jako rektor w szkole rzymskokatolickiej Gumley House Convent School. Na polu entomologii specjalizował się w drobnych chrząszczach, zwłaszcza z rodziny piórkoskrzydłych, ale także z rodzin Corylophidae, gałeczkowatych i łodzikowatych. Opisał liczne nowe dla nauki gatunki. W 1872 roku opublikował bogato i własnoręcznie ilustrowaną monografię piórkoskrzydłych. Po tej publikacji zaproponowano mu członkostwo w Royal Entomological Society of London, jednak odmówił. Po śmierci dwie publikacje Matthewsa zostały wydane przez Philipa Brookesa Masona, który otrzymał jego zbiory